# Danh sách di sản văn hóa Tây Ban Nha được quan tâm ở Alaior
Danh sách di sản văn hóa Tây Ban Nha được quan tâm ở Alaior.
| Tên                                                 | Dạng                                               | Địa điểm                                            | Tọa độ                                        | Số hồ sơ tham khảo? | Ngày nhận danh hiệu? | Hình ảnh                                                        |
| --------------------------------------------------- | -------------------------------------------------- | --------------------------------------------------- | --------------------------------------------- | ------------------- | -------------------- | --------------------------------------------------------------- |
| Alcaidús (Es Pous)                                  | Di tích Khảo cổ học                                | Alayor                                              | 39°54′18″B 4°11′16″Đ / 39,904954°B 4,187676°Đ | RI-51-0003107       | 10-09-1966           | Upload image                                                    |
| Alcaidús d'en Carreres                              | Di tích Khảo cổ học Poblado, Necrópolis và Naveta  | Alayor Cotaina d'en Carreres                        | 39°54′08″B 4°10′20″Đ / 39,902116°B 4,172236°Đ | RI-51-0003108       | 10-09-1966           | Upload image                                                    |
| Alcaidús d'en Carreres (Camino Ses Cases)           | Di tích Khảo cổ học                                | Alayor Camino de Ses Cases                          |                                               | RI-51-0003109       | 10-09-1966           | Upload image                                                    |
| Alcaidús d'en Carreres (Ses Coves)                  | Di tích Khảo cổ học                                | Alayor Ses Coves                                    |                                               | RI-51-0003110       | 10-09-1966           | Upload image                                                    |
| Alcaidús d'en Fàbregues (Es Pati Ses Cases)         | Di tích Khảo cổ học Sepulcro megalítico            | Alayor                                              | 39°53′44″B 4°11′17″Đ / 39,895603°B 4,188091°Đ | RI-51-0003112       | 10-09-1966           | Upload image                                                    |
| Alcaidús d'en Fàbregues (Sementer Montplè)          | Di tích Khảo cổ học                                | Alayor                                              |                                               | RI-51-0003113       | 10-09-1966           | Upload image                                                    |
| Alcaidús Dalt (Peñón Ses Coves)                     | Di tích Khảo cổ học Necrópolis                     | Alayor                                              | 39°54′10″B 4°11′18″Đ / 39,902853°B 4,188392°Đ | RI-51-0003111       | 10-09-1966           | Upload image                                                    |
| Almudaina (Es Puig)                                 | Di tích Khảo cổ học                                | Alayor                                              |                                               | RI-51-0003115       | 10-09-1966           | Upload image                                                    |
| Almudaina (Peñascos Biniguarda)                     | Di tích Khảo cổ học                                | Alayor                                              |                                               | RI-51-0003116       | 10-09-1966           | Upload image                                                    |
| Androna                                             | Di tích Khảo cổ học Necrópolis                     | Alayor                                              |                                               | RI-51-0003117       | 10-09-1966           | Upload image                                                    |
| Androna                                             | Di tích Khảo cổ học                                | Alayor                                              |                                               | RI-51-0003118       | 10-09-1966           | Upload image                                                    |
| Khu định cư và hipogeos Turmadèn d'en Vinent        | Di tích Khảo cổ học                                | Alayor Turmadèn d'en Vinent                         | 39°56′55″B 4°06′25″Đ / 39,948706°B 4,10701°Đ  | RI-51-0003246       | 10-09-1966           | Upload image                                                    |
| Khu định cư Binialmesc                              | Di tích Khảo cổ học                                | Alayor Binialmesc                                   | 39°54′50″B 4°05′34″Đ / 39,913928°B 4,092878°Đ | RI-51-0003131       | 10-09-1966           | Upload image                                                    |
| Khu định cư Casetes Altes                           | Di tích Khảo cổ học                                | Alayor Casetes Altes, Bellavista                    | 39°56′21″B 4°07′16″Đ / 39,939258°B 4,121127°Đ | RI-51-0003154       | 10-09-1966           | Upload image                                                    |
| Khu định cư Son Esquella                            | Di tích Khảo cổ học                                | Alayor Son Esquella, sa Talaieta, tanca des Camí    | 39°53′18″B 4°06′26″Đ / 39,88834°B 4,107208°Đ  | RI-51-0003222       | 10-09-1966           | Upload image                                                    |
| Khu định cư Son Seguí                               | Di tích Khảo cổ học                                | Alayor Son Seguí                                    | 39°54′13″B 4°09′36″Đ / 39,903591°B 4,159978°Đ | RI-51-0003221       | 10-09-1966           | Upload image                                                    |
| Barranquell des Pou Torn                            | Di tích Khảo cổ học                                | Alayor                                              |                                               | RI-51-0003243       | 10-09-1966           | Upload image                                                    |
| Vương cung thánh đường paleocristiana Son Bou       | Di tích Khảo cổ học                                | Alayor Son Bou                                      | 39°53′46″B 4°04′44″Đ / 39,896152°B 4,078941°Đ | RI-51-0001280       | 07-07-1960           | Basílica paleocristiana de Son Bou · Upload image               |
| Binibolla                                           | Di tích                                            | Alayor                                              |                                               | RI-51-0003133       | 10-09-1966           | Upload image                                                    |
| Camí Vell                                           | Di tích                                            | Alayor                                              |                                               | RI-51-0003229       | 10-09-1966           | Upload image                                                    |
| Cantera Biniac                                      | Di tích Tiền sử                                    | Alayor Biniac, Argentina                            |                                               | RI-51-0003122       | 10-09-1966           | Upload image                                                    |
| Cantera Santa Ponça                                 | Di tích Tiền sử                                    | Alayor                                              | 39°55′53″B 4°07′23″Đ / 39,931434°B 4,122999°Đ | RI-51-0010486       | 22-05-2000           | Cantera de Santa Ponça · Upload image                           |
| Nhà ở Consistoriales Alaior                         | Di tích Kiến trúc dân sự                           | Alayor                                              | 39°56′03″B 4°08′23″Đ / 39,934154°B 4,139721°Đ | RI-51-0008307       | 30-09-1993           | Upload image                                                    |
| Đồi tăng cường Biniarroi                            | Di tích Khảo cổ học                                | Alayor Biniarroi                                    | 39°53′52″B 4°08′02″Đ / 39,897903°B 4,133798°Đ | RI-51-0003132       | 10-09-1966           | Upload image                                                    |
| Clot d'en Magister                                  | Di tích                                            | Alayor                                              |                                               | RI-51-0003158       | 10-09-1966           | Upload image                                                    |
| Clot des Moro                                       | Di tích                                            | Alayor Biniguarda Vell                              |                                               | RI-51-0003144       | 10-09-1966           | Upload image                                                    |
| Đồi phòng thủ Cales Vịnh nhỏ                        | Di tích Khảo cổ học                                | Alayor Cales Coves, es Castellet                    | 39°51′51″B 4°08′32″Đ / 39,864075°B 4,142163°Đ | RI-51-0003151       | 10-09-1966           | Upload image                                                    |
| Costa des Barranc                                   | Di tích                                            | Alayor San Domingo                                  | 39°52′41″B 4°08′34″Đ / 39,877994°B 4,142825°Đ | RI-51-0003220       | 10-09-1966           | Upload image                                                    |
| Hang Sala, Nhà thờ hay Jurados                      | Di tích Khảo cổ học Necrópolis                     | Alayor Cales Coves                                  | 39°51′53″B 4°08′47″Đ / 39,864735°B 4,14637°Đ  | RI-51-0003152       | 10-09-1966           | Cueva de la Sala, de la Iglesia o de los Jurados · Upload image |
| Hang s'Asoll des Barranc                            | Di tích Khảo cổ học                                | Alayor                                              |                                               | RI-51-0003153       | 10-09-1966           | Upload image                                                    |
| Hang s'Encantament                                  | Di tích Khảo cổ học                                | Alayor                                              | 39°56′45″B 4°07′02″Đ / 39,945906°B 4,117149°Đ | RI-51-0003141       | 10-09-1966           | Upload image                                                    |
| Hang Son Blanc                                      | Di tích                                            | Alayor                                              |                                               | RI-51-0003210       | 10-09-1966           | Upload image                                                    |
| Hang Son Boter                                      | Di tích Khảo cổ học                                | Alayor Son Boter                                    | 39°55′23″B 4°03′25″Đ / 39,922993°B 4,056979°Đ | RI-51-0003211       | 10-09-1966           | Upload image                                                    |
| Hang Tresor                                         | Di tích Tiền sử                                    | Alayor Lloc Nou                                     | 39°52′00″B 4°09′16″Đ / 39,866797°B 4,154448°Đ | RI-51-0003178       | 10-09-1966           | Upload image                                                    |
| Hang barranco Lloc Nou                              | Di tích Tiền sử                                    | Alayor Lloc Nou                                     | 39°52′02″B 4°09′06″Đ / 39,867095°B 4,151647°Đ | RI-51-0003176       | 10-09-1966           | Upload image                                                    |
| Hang Gigante                                        | Di tích Tiền sử                                    | Alayor Biniadrix de Baix                            | 39°52′36″B 4°09′00″Đ / 39,876662°B 4,149936°Đ | RI-51-0003129       | 10-09-1966           | Upload image                                                    |
| Hang Negra                                          | Di tích Khảo cổ học                                | Alayor Lloc Nou                                     | 39°51′39″B 4°08′50″Đ / 39,860741°B 4,147332°Đ | RI-51-0003177       | 10-09-1966           | Upload image                                                    |
| Nhà hoang Sant Pere Nou                             | Di tích Kiến trúc tôn giáo                         | Alayor                                              | 39°56′19″B 4°08′20″Đ / 39,938736°B 4,138882°Đ | RI-51-0003145       | 10-09-1966           | Ermita de Sant Pere Nou · Upload image                          |
| Es Camí Vell                                        | Di tích                                            | Alayor                                              |                                               | RI-51-0003248       | 10-09-1966           | Upload image                                                    |
| Es Campàs                                           | Di tích Khảo cổ học                                | Alayor                                              |                                               | RI-51-0003156       | 10-09-1966           | Upload image                                                    |
| Es Cos                                              | Di tích                                            | Alayor                                              |                                               | RI-51-0003130       | 10-09-1966           | Upload image                                                    |
| Es Puig Menor Vell                                  | Di tích Khảo cổ học Talayote                       | Alayor                                              | 39°57′00″B 4°12′07″Đ / 39,950059°B 4,201851°Đ | RI-51-0003192       | 10-09-1966           | Upload image                                                    |
| Estancia d'en Melià (Tanca Sa Cova)                 | Di tích Khảo cổ học Restos prehistóricos           | Alayor                                              |                                               | RI-51-0003170       | 10-09-1966           | Upload image                                                    |
| Estancia Son Bou                                    | Di tích Khảo cổ học Necrópolis                     | Alayor                                              | 39°53′45″B 4°04′51″Đ / 39,895707°B 4,080775°Đ | RI-51-0003212       | 10-09-1966           | Upload image                                                    |
| Estancia Señor Nicolau                              | Di tích                                            | Alayor                                              |                                               | RI-51-0003171       | 10-09-1966           | Upload image                                                    |
| Estancia des Camí Toro                              | Di tích                                            | Alayor                                              |                                               | RI-51-0003168       | 10-09-1966           | Upload image                                                    |
| Ets Hortals                                         | Di tích Khảo cổ học Hipogeo                        | Alayor Sant Eloi                                    | 39°52′12″B 4°09′31″Đ / 39,869998°B 4,158711°Đ | RI-51-0003203       | 10-09-1966           | Upload image                                                    |
| Hipogeo Biniguarda Vell                             | Di tích Khảo cổ học                                | Alayor Biniguarda Vell, tanca de sa Corona          | 39°56′40″B 4°07′09″Đ / 39,944445°B 4,119115°Đ | RI-51-0003142       | 10-09-1966           | Upload image                                                    |
| Hipogeo Biniguarda Vell                             | Di tích Khảo cổ học                                | Alayor Biniguarda Vell, tanca de sa Cova            | 39°56′39″B 4°07′19″Đ / 39,944058°B 4,121918°Đ | RI-51-0003143       | 10-09-1966           | Upload image                                                    |
| Hipogeo ses Costes                                  | Di tích Khảo cổ học                                | Alayor Sant Eloi, ses Costes                        | 39°52′13″B 4°09′39″Đ / 39,870337°B 4,160821°Đ | RI-51-0003204       | 10-09-1966           | Upload image                                                    |
| Hipogeo Son Domingo                                 | Di tích Khảo cổ học                                | Alayor Son Domingo, es Barranc                      | 39°52′41″B 4°08′36″Đ / 39,878033°B 4,14341°Đ  | RI-51-0003201       | 10-09-1966           | Upload image                                                    |
| Hipogeos Bellvenet                                  | Di tích Khảo cổ học Hipogeo                        | Alayor Bellvenet                                    | 39°53′31″B 4°09′46″Đ / 39,891851°B 4,162704°Đ | RI-51-0003148       | 10-09-1966           | Upload image                                                    |
| Nhà thờ Parroquial Santa Eulalia                    | Di tích Kiến trúc tôn giáo                         | Alayor                                              | 39°56′06″B 4°08′21″Đ / 39,934993°B 4,139103°Đ | RI-51-0008540       | 30-11-1993           | Iglesia Parroquial de Santa Eulalia · Upload image              |
| Pleta s'Assoll                                      | Di tích                                            | Alayor                                              |                                               | RI-51-0003163       | 10-09-1966           | Upload image                                                    |
| Lindero Cueva                                       | Di tích Khảo cổ học Necrópolis                     | Alayor                                              | 39°53′49″B 4°10′54″Đ / 39,897064°B 4,181742°Đ | RI-51-0003160       | 10-09-1966           | Upload image                                                    |
| Llucalari Nou                                       | Di tích Kiến trúc quân sự Nhà fortificada          | Alayor                                              | 39°54′01″B 4°05′34″Đ / 39,900324°B 4,092779°Đ | RI-51-0008539       | 30-11-1993           | Upload image                                                    |
| Llucalari Nou (Cabo ses Penyes)                     | Di tích Khảo cổ học Cerro fortificado y necrópolis | Alayor                                              | 39°53′38″B 4°04′47″Đ / 39,893915°B 4,079694°Đ | RI-51-0003180       | 10-09-1966           | Upload image                                                    |
| Llucassaldentet                                     | Di tích Khảo cổ học                                | Alayor                                              |                                               | RI-51-0003185       | 10-09-1966           | Upload image                                                    |
| Llucassaldent Gran                                  | Di tích Khảo cổ học Necrópolis y talayote          | Alayor                                              | 39°55′10″B 4°06′48″Đ / 39,919365°B 4,113207°Đ | RI-51-0003182       | 10-09-1966           | Upload image                                                    |
| Llucassaldent Mayor                                 | Di tích                                            | Alayor                                              |                                               | RI-51-0003183       | 10-09-1966           | Upload image                                                    |
| Llucassaldent Menor                                 | Di tích                                            | Alayor                                              |                                               | RI-51-0003184       | 10-09-1966           | Upload image                                                    |
| Na Pel Gran                                         | Di tích                                            | Alayor                                              |                                               | RI-51-0003233       | 10-09-1966           | Upload image                                                    |
| Naveta Llumena des Fasser                           | Di tích Khảo cổ học                                | Alayor Llumena des Fasser                           | 39°55′07″B 4°10′01″Đ / 39,918681°B 4,167067°Đ | RI-51-0003186       | 10-09-1966           | Upload image                                                    |
| Naveta Torralbet des Caragol                        | Di tích Khảo cổ học                                | Alayor Torralbet des Caragol                        | 39°54′31″B 4°09′57″Đ / 39,908535°B 4,165801°Đ | RI-51-0003234       | 10-09-1966           | Upload image                                                    |
| Naveta Torrellisà                                   | Di tích Khảo cổ học                                | Alayor Torrellisà Vell, cova de ses Rates Pinyades  | 39°53′42″B 4°09′40″Đ / 39,894865°B 4,161238°Đ | RI-51-0003240       | 10-09-1966           | Upload image                                                    |
| Naveta meridional Rafal Rubí                        | Di tích Khảo cổ học                                | Alayor Rafal Rubí Nou                               | 39°54′27″B 4°11′23″Đ / 39,90737°B 4,18983°Đ   | RI-51-0003196       | 10-09-1966           | Naveta meridional de Rafal Rubí · Upload image                  |
| Naveta occidental Biniac-Argentina                  | Di tích Khảo cổ học                                | Alayor Biniac, Argentina                            | 39°55′09″B 4°10′21″Đ / 39,919231°B 4,172528°Đ | RI-51-0003123       | 10-09-1966           | Upload image                                                    |
| Naveta oriental Biniac-Argentina                    | Di tích Khảo cổ học                                | Alayor Biniac, Argentina                            | 39°54′54″B 4°10′43″Đ / 39,915071°B 4,178541°Đ | RI-51-0003121       | 10-09-1966           | Upload image                                                    |
| Naveta septentrional Rafal Rubi Nou                 | Di tích Khảo cổ học                                | Alayor Rafal Rubí Nou                               | 39°54′29″B 4°11′23″Đ / 39,908173°B 4,189786°Đ | RI-51-0003197       | 03-06-1931           | Naveta septentrional de Rafal Rubi Nou · Upload image           |
| Nghĩa địa Alcaidusset                               | Di tích Khảo cổ học                                | Alayor Alcaidusset                                  | 39°54′39″B 4°12′08″Đ / 39,910727°B 4,202333°Đ | RI-51-0003114       | 10-09-1966           | Upload image                                                    |
| Nghĩa địa Biniguarda Nou                            | Di tích Khảo cổ học                                | Alayor Biniguarda Nou                               | 39°56′47″B 4°06′44″Đ / 39,946328°B 4,112314°Đ | RI-51-0003138       | 10-09-1966           | Upload image                                                    |
| Nghĩa địa Cales Vịnh nhỏ                            | Di tích Khảo cổ học                                | Alayor Cales Coves                                  | 39°51′52″B 4°08′46″Đ / 39,864508°B 4,146244°Đ | RI-51-0003150       | 03-06-1931           | Necrópolis de Cales Coves · Upload image                        |
| Nghĩa địa Cotaina                                   | Di tích Khảo cổ học                                | Alayor Cotaina d'en Carreres, mitjera Bellvenet     | 39°53′43″B 4°10′54″Đ / 39,895263°B 4,181711°Đ | RI-51-0003119       | 10-09-1966           | Upload image                                                    |
| Nghĩa địa Estancia d'en Triai                       | Di tích Khảo cổ học                                | Alayor                                              | 39°56′30″B 4°07′21″Đ / 39,941529°B 4,122579°Đ | RI-51-0003172       | 10-09-1966           | Upload image                                                    |
| Nghĩa địa cuevas Batle                              | Di tích Khảo cổ học                                | Alayor Sa Costa Blanca                              | 39°56′22″B 4°07′34″Đ / 39,939513°B 4,126057°Đ | RI-51-0003165       | 10-09-1966           | Upload image                                                    |
| Nghĩa địa cuevas Fonso                              | Di tích Khảo cổ học                                | Alayor Coves d'en Fonso                             | 39°55′53″B 4°08′42″Đ / 39,931309°B 4,144998°Đ | RI-51-0003164       | 10-09-1966           | Upload image                                                    |
| Nghĩa địa Llucaquélber                              | Di tích Khảo cổ học                                | Alayor                                              | 39°55′52″B 4°05′45″Đ / 39,931243°B 4,095845°Đ | RI-51-0003181       | 10-09-1966           | Upload image                                                    |
| Nghĩa địa Rafal Fort                                | Di tích Khảo cổ học                                | Alayor Rafal Fort, es Barranc                       |                                               | RI-51-0003193       | 10-09-1966           | Upload image                                                    |
| Nghĩa địa sa Costa Blanca                           | Di tích Khảo cổ học                                | Alayor Sa Costa Blanca                              | 39°56′17″B 4°07′56″Đ / 39,938102°B 4,13212°Đ  | RI-51-0003157       | 10-09-1966           | Upload image                                                    |
| Nghĩa địa sa Mola                                   | Di tích Khảo cổ học                                | Alayor Sa Mola, s'Era Vella, coster des Passatget   | 39°55′58″B 4°07′38″Đ / 39,932655°B 4,127115°Đ | RI-51-0003189       | 10-09-1966           | Upload image                                                    |
| Nghĩa địa Son Blanc Vell                            | Di tích Khảo cổ học                                | Alayor Son Blanc Vell                               | 39°56′21″B 4°05′03″Đ / 39,93919°B 4,084268°Đ  | RI-51-0003209       | 10-09-1966           | Upload image                                                    |
| Nghĩa địa Son Poi                                   | Di tích Khảo cổ học Necrópolis                     | Alayor Son Poi                                      | 39°55′42″B 4°06′37″Đ / 39,928404°B 4,110194°Đ | RI-51-0003199       | 10-09-1966           | Upload image                                                    |
| Nghĩa địa Turmadèn des Capità                       | Di tích Khảo cổ học                                | Alayor Turmadèn des Capità, pleta de sa Talaia      | 39°57′00″B 4°06′16″Đ / 39,950091°B 4,104578°Đ | RI-51-0003245       | 10-09-1966           | Upload image                                                    |
| Patio Luna (Claustro iglesia San Diego)             | Di tích                                            | Alayor                                              | 39°56′01″B 4°08′28″Đ / 39,933528°B 4,141222°Đ | RI-51-0007087       | 29-04-1993           | Upload image                                                    |
| Pla Darrera Biniac                                  | Di tích Khảo cổ học                                | Alayor                                              |                                               | RI-51-0003188       | 10-09-1966           | Upload image                                                    |
| Pleta s'Assoll                                      | Di tích                                            | Alayor                                              |                                               | RI-51-0003162       | 10-09-1966           | Upload image                                                    |
| Pleta des Camí                                      | Di tích                                            | Alayor                                              |                                               | RI-51-0003224       | 10-09-1966           | Upload image                                                    |
| Khu dân cư Biniedrís                                | Di tích Khảo cổ học                                | Alayor Biniedrís de Dalt, tanca de sa Talaia        | 39°52′44″B 4°09′35″Đ / 39,878942°B 4,159671°Đ | RI-51-0003128       | 10-09-1966           | Upload image                                                    |
| Khu dân cư Binigemor                                | Di tích Khảo cổ học                                | Alayor Binigemor                                    | 39°53′50″B 4°09′17″Đ / 39,897338°B 4,154609°Đ | RI-51-0003136       | 10-09-1966           | Upload image                                                    |
| Khu dân cư Biniguarda Vell                          | Di tích Khảo cổ học                                | Alayor Biniguarda Vell, sa Talaia                   | 39°56′50″B 4°07′09″Đ / 39,947294°B 4,119298°Đ | RI-51-0003139       | 10-09-1966           | Upload image                                                    |
| Khu dân cư Binixems Darrera                         | Di tích Khảo cổ học                                | Alayor Binixems de Darrera                          | 39°57′49″B 4°11′33″Đ / 39,963623°B 4,192605°Đ | RI-51-0003147       | 10-09-1966           | Upload image                                                    |
| Khu dân cư Egipte                                   | Di tích Khảo cổ học                                | Alayor Egipte                                       | 39°57′22″B 4°11′53″Đ / 39,956179°B 4,198095°Đ | RI-51-0003167       | 10-09-1966           | Upload image                                                    |
| Khu dân cư navetas Biniac Davant                    | Di tích Khảo cổ học                                | Alayor Biniac de Davant, tanca de sa Cova           | 39°55′08″B 4°10′59″Đ / 39,918854°B 4,183052°Đ | RI-51-0003120       | 10-09-1966           | Upload image                                                    |
| Khu dân cư Son Gall                                 | Di tích Khảo cổ học                                | Alayor Son Gall, lindero de Son Puig                | 39°57′37″B 4°09′15″Đ / 39,960284°B 4,154275°Đ | RI-51-0003217       | 10-09-1966           | Upload image                                                    |
| Khu dân cư Son Olives                               | Di tích Khảo cổ học                                | Alayor Son Olives, s'Estància                       | 39°55′18″B 4°10′38″Đ / 39,921645°B 4,177146°Đ | RI-51-0003124       | 10-09-1966           | Upload image                                                    |
| Khu dân cư Torralbenc Nou                           | Di tích Khảo cổ học                                | Alayor Torralbenc Nou                               | 39°53′15″B 4°07′52″Đ / 39,887406°B 4,131023°Đ | RI-51-0003231       | 10-09-1966           | Upload image                                                    |
| Khu dân cư Torralbenc Vell                          | Di tích Khảo cổ học                                | Alayor Torralbenc Vell, tanca de sa Talaia          | 39°53′13″B 4°08′41″Đ / 39,887073°B 4,144847°Đ | RI-51-0003232       | 10-09-1966           | Upload image                                                    |
| Khu dân cư Torrellisà                               | Di tích Khảo cổ học                                | Alayor Torrellisà Vell                              | 39°53′25″B 4°09′32″Đ / 39,890408°B 4,158926°Đ | RI-51-0003239       | 10-09-1966           | Upload image                                                    |
| Khu dân cư và hipogeos Santa Creu                   | Di tích Khảo cổ học                                | Alayor Santa Creu, talaia de ses Coves              | 39°56′32″B 4°05′34″Đ / 39,942084°B 4,092741°Đ | RI-51-0003198       | 10-09-1966           | Upload image                                                    |
| Khu dân cư và cuevas des Morlans                    | Di tích Khảo cổ học                                | Alayor Es Morlans, sa Talaia                        | 39°55′45″B 4°09′02″Đ / 39,929155°B 4,150438°Đ | RI-51-0003190       | 10-09-1966           | Upload image                                                    |
| Khu dân cư và nghĩa địa Cotaina                     | Di tích Khảo cổ học                                | Alayor Cotaina d'en Carreres, ses Talaies           | 39°54′11″B 4°10′20″Đ / 39,902922°B 4,172185°Đ | RI-51-0003159       | 10-09-1966           | Upload image                                                    |
| Torralba den Salord                                 | Di tích Khảo cổ học                                | Alayor Torralba d'en Salort                         | 39°54′45″B 4°09′47″Đ / 39,912378°B 4,163163°Đ | RI-51-0003227       | 10-09-1966           | Poblado y necrópolis de Torralba d'en Salort · Upload image     |
| Pozo tiền sử Torralba                               | Di tích Tiền sử                                    | Alayor Torralba d'en Salord, na Patarrà             | 39°54′44″B 4°09′48″Đ / 39,912131°B 4,163274°Đ | RI-51-0003230       | 10-09-1966           | Upload image                                                    |
| Racó Ses Dones                                      | Di tích                                            | Alayor Son Bou                                      |                                               | RI-51-0003213       | 10-09-1966           | Upload image                                                    |
| Rafal Polit                                         | Di tích Văn hóa talayótica                         | Alayor                                              | 39°56′28″B 4°08′48″Đ / 39,941203°B 4,146685°Đ | RI-51-0003195       | 10-09-1966           | Upload image                                                    |
| Tàn tích tiền sử Estancia d'en Bou                  | Di tích Khảo cổ học                                | Alayor                                              |                                               | RI-51-0003174       | 10-09-1966           | Upload image                                                    |
| Tàn tích Biniac                                     | Di tích Khảo cổ học                                | Alayor Biniac-Argentina                             |                                               | RI-51-0003126       | 10-09-1966           | Upload image                                                    |
| Tàn tích Binicalssitx                               | Di tích Khảo cổ học                                | Alayor                                              | 39°54′23″B 4°08′46″Đ / 39,906433°B 4,145988°Đ | RI-51-0003134       | 10-09-1966           | Upload image                                                    |
| Tàn tích Binifamís                                  | Di tích Khảo cổ học                                | Alayor Binifamís                                    | 39°54′50″B 4°07′47″Đ / 39,91398°B 4,129734°Đ  | RI-51-0003135       | 10-09-1966           | Upload image                                                    |
| Tàn tích Rafal Nou                                  | Di tích Khảo cổ học                                | Alayor Rafal Nou                                    | 39°55′08″B 4°08′39″Đ / 39,919018°B 4,144267°Đ | RI-51-0003194       | 10-09-1966           | Upload image                                                    |
| Tàn tích và cueva Llumena d'en Nicolau              | Di tích Khảo cổ học                                | Alayor Llumena d'en Nicolau                         | 39°55′22″B 4°09′48″Đ / 39,922839°B 4,163228°Đ | RI-51-0003187       | 10-09-1966           | Upload image                                                    |
| Ruinas Tháp d'en Galmés                             | Di tích Khảo cổ học Poblado e hipogeos             | Alayor Camino de Cala en Porter                     | 39°54′10″B 4°06′52″Đ / 39,902713°B 4,1144°Đ   | RI-51-0000349       | 09-08-1930           | Ruinas de Torre d'en Galmés · Upload image                      |
| S'Estable                                           | Di tích                                            | Alayor                                              |                                               | RI-51-0003155       | 10-09-1966           | Upload image                                                    |
| S'Hort des Taronger                                 | Di tích                                            | Alayor                                              |                                               | RI-51-0003175       | 10-09-1966           | Upload image                                                    |
| Sa Beguda                                           | Di tích                                            | Alayor                                              |                                               | RI-51-0003173       | 10-09-1966           | Upload image                                                    |
| Sala hipóstila Biniguarda Vell                      | Di tích Khảo cổ học                                | Alayor Biniguarda Vell, s'Olivera                   | 39°56′44″B 4°07′15″Đ / 39,945517°B 4,120901°Đ | RI-51-0003140       | 10-09-1966           | Upload image                                                    |
| Sala hipóstila Lloc Nou des Fasser                  | Di tích Khảo cổ học                                | Alayor Lloc Nou                                     | 39°52′17″B 4°09′27″Đ / 39,871272°B 4,157446°Đ | RI-51-0003179       | 10-09-1966           | Upload image                                                    |
| Sala hipóstila Sant Eloi                            | Di tích Khảo cổ học Sala hipóstila                 | Alayor Sant Eloi, pleta de sa Païsseta              | 39°52′10″B 4°09′24″Đ / 39,869412°B 4,156665°Đ | RI-51-0003202       | 10-09-1966           | Upload image                                                    |
| Sala hipóstila Son Vidal                            | Di tích Khảo cổ học                                | Alayor Son Vidal                                    | 39°53′56″B 4°07′07″Đ / 39,898952°B 4,118608°Đ | RI-51-0003223       | 10-09-1966           | Upload image                                                    |
| Sala hipóstila và talayote Daia Nou                 | Di tích Khảo cổ học                                | Alayor Daia Nou                                     | 39°55′24″B 4°03′37″Đ / 39,923195°B 4,060261°Đ | RI-51-0003166       | 10-09-1966           | Upload image                                                    |
| Salas hipóstilas Binigemor                          | Di tích Khảo cổ học Sala hipóstila                 | Alayor Binigemor, pleta de ses Abeies               | 39°54′07″B 4°08′50″Đ / 39,901934°B 4,14723°Đ  | RI-51-0003137       | 10-09-1966           | Upload image                                                    |
| Sant Bartomeu                                       | Di tích Khảo cổ học Talayote                       | Alayor                                              |                                               | RI-51-0003200       | 10-09-1966           | Upload image                                                    |
| Sant Jaume                                          | Di tích Khảo cổ học Cerro fortificado e hipogeo    | Alayor                                              | 39°54′07″B 4°04′47″Đ / 39,902025°B 4,079587°Đ | RI-51-0003205       | 10-09-1966           | Upload image                                                    |
| Sant Llorenç                                        | Di tích Khảo cổ học Necrópolis                     | Alayor                                              | 39°53′00″B 4°05′38″Đ / 39,883331°B 4,093912°Đ | RI-51-0003206       | 10-09-1966           | Upload image                                                    |
| Sant Vicenç d'Alcaidús                              | Di tích Khảo cổ học Khu dân cư và nghịa địa        | Alayor                                              | 39°54′14″B 4°12′11″Đ / 39,903856°B 4,203172°Đ | RI-51-0003207       | 10-09-1966           | Upload image                                                    |
| Ses Casotes                                         | Di tích                                            | Alayor Son Bou                                      |                                               | RI-51-0003214       | 10-09-1966           | Upload image                                                    |
| Ses Penyes d'Alaior                                 | Di tích Khảo cổ học                                | Alayor                                              | 39°52′44″B 4°05′55″Đ / 39,878951°B 4,098746°Đ | RI-51-0003191       | 10-09-1966           | Upload image                                                    |
| So na Caçana                                        | Di tích Khảo cổ học Asentamiento y necrópolis      | Alayor                                              | 39°53′08″B 4°09′38″Đ / 39,885483°B 4,160658°Đ | RI-51-0003208       | 10-09-1966           | So na Caçana · Upload image                                     |
| Son Fabiol                                          | Di tích                                            | Alayor                                              |                                               | RI-51-0003216       | 10-09-1966           | Upload image                                                    |
| Sont Cart                                           | Di tích                                            | Alayor                                              |                                               | RI-51-0003215       | 10-09-1966           | Upload image                                                    |
| Talayote Biniac Nou                                 | Di tích Khảo cổ học Văn hóa talayótica             | Alayor Biniac Nou, pleta de sa Fita                 | 39°55′38″B 4°10′55″Đ / 39,92709°B 4,181938°Đ  | RI-51-0003125       | 10-09-1966           | Upload image                                                    |
| Talayote Biniedrís                                  | Di tích Khảo cổ học                                | Alayor Biniedrís de Dalt, tanca de Davant ses Cases |                                               | RI-51-0003127       | 10-09-1966           | Upload image                                                    |
| Talayote Binissegarra                               | Di tích Khảo cổ học Talayote                       | Alayor Binissegarra                                 | 39°52′51″B 4°06′55″Đ / 39,880846°B 4,115181°Đ | RI-51-0003146       | 10-09-1966           | Upload image                                                    |
| Talayote Borrassos Nou                              | Di tích Khảo cổ học                                | Alayor Es Borrassos Nou                             | 39°56′00″B 4°09′37″Đ / 39,933408°B 4,160364°Đ | RI-51-0003149       | 10-09-1966           | Upload image                                                    |
| Talayote sa Beguda                                  | Di tích Khảo cổ học                                | Alayor Sa Beguda, tanques d'en Contestí             | 39°55′37″B 4°08′20″Đ / 39,926911°B 4,138959°Đ | RI-51-0003225       | 10-09-1966           | Upload image                                                    |
| Talayote Son Magnar                                 | Di tích Khảo cổ học                                | Alayor Son Magnar                                   | 39°54′18″B 4°08′15″Đ / 39,905119°B 4,137543°Đ | RI-51-0003219       | 10-09-1966           | Upload image                                                    |
| Talayote Turmadèn des Capità                        | Di tích Khảo cổ học                                | Alayor Turmadèn des Capità, sa Talaia               | 39°57′07″B 4°05′43″Đ / 39,951859°B 4,095411°Đ | RI-51-0003244       | 10-09-1966           | Upload image                                                    |
| Talayote, định cư và nghĩa địa Cotaina d'en Mascaró | Di tích Khảo cổ học                                | Alayor Cotaina d'en Mascaró                         | 39°53′34″B 4°10′36″Đ / 39,892882°B 4,17664°Đ  | RI-51-0003161       | 10-09-1966           | Upload image                                                    |
| Tanca sa Muntayeta                                  | Di tích Khảo cổ học                                | Alayor                                              |                                               | RI-51-0003247       | 10-09-1966           | Upload image                                                    |
| Tanca des Bitlo                                     | Di tích                                            | Alayor                                              |                                               | RI-51-0003169       | 10-09-1966           | Upload image                                                    |
| Terres n'Albertí                                    | Di tích Khảo cổ học Quần thể tiền sử               | Alayor                                              |                                               | RI-51-0003226       | 10-09-1966           | Upload image                                                    |
| Torralba den Salord                                 | Di tích Khảo cổ học Thị trấn và nghĩa địa          | Alayor Crta. de Alayor a Cala en Porter             | 39°54′45″B 4°09′49″Đ / 39,912601°B 4,163606°Đ | RI-51-0003228       | 10-09-1966           | Torralba d'en Salort · Upload image                             |
| Tháp d'en Galmés                                    | Di tích Kiến trúc quân sự Edificación fortificada  | Alayor Camino de Cala en Porter                     | 39°54′12″B 4°07′01″Đ / 39,903292°B 4,117041°Đ | RI-51-0008535       | 30-11-1993           | Upload image                                                    |
| Tháp Binissegarra                                   | Di tích Kiến trúc quân sự Tháp                     | Alayor                                              | 39°52′18″B 4°06′57″Đ / 39,871591°B 4,115708°Đ | RI-51-0008533       | 30-11-1993           | Upload image                                                    |
| Tháp Macaret                                        | Di tích                                            | Alayor                                              |                                               | RI-51-0008534       | 30-11-1993           | Upload image                                                    |
| Tháp Nova                                           | Di tích Kiến trúc quân sự Tháp                     | Alayor                                              | 39°52′22″B 4°07′06″Đ / 39,87288°B 4,118292°Đ  | RI-51-0008538       | 30-11-1993           | Upload image                                                    |
| Tháp So na Caçana                                   | Di tích Kiến trúc quân sự Edificación fortificada  | Alayor                                              | 39°53′07″B 4°09′43″Đ / 39,885235°B 4,162066°Đ | RI-51-0008536       | 30-11-1993           | Torre So na Caçana · Upload image                               |
| Tháp Solí Vell                                      | Di tích Kiến trúc quân sự Cerro fortificado        | Alayor                                              | 39°55′09″B 4°04′56″Đ / 39,919162°B 4,082313°Đ | RI-51-0003241       | 10-09-1966           | Upload image                                                    |
| Tháp Vella                                          | Di tích Kiến trúc quân sự Edificación fortificada  | Alayor Torrevella d'Avall                           | 39°53′31″B 4°06′14″Đ / 39,891944°B 4,103889°Đ | RI-51-0003242       | 10-09-1966           | Torre Vella · Upload image                                      |
| Khu vực định cư s'Alblagai                          | Di tích Khảo cổ học                                | Alayor                                              | 39°55′10″B 4°08′23″Đ / 39,919558°B 4,139771°Đ | RI-51-0003106       | 10-09-1966           | Upload image                                                    |
| Khu vực định cư Son Gall                            | Di tích Khảo cổ học                                | Alayor Son Gall, sa Sínia, ses Cases                | 39°57′37″B 4°09′43″Đ / 39,960173°B 4,162053°Đ | RI-51-0003218       | 10-09-1966           | Upload image                                                    |